# Obwiednia
Obwiednia (ang. envelope) – matematyczne pojęcie z zakresu geometrii różniczkowej. Obwiednia rodziny rozmaitości różniczkowych (w szczególności rodziny krzywych lub powierzchni) jest rozmaitością w każdym swoim punkcie styczną do pewnego członka tej rodziny. W otoczeniu dowolnego punktu należącego do obwiedni znajdują się zatem zarówno punkty należące do członków tej rodziny, jak i punkty nienależące do żadnego z członków.

## Obwiednia powierzchni parametrycznej

### Definicja

Obwiednia rodziny prostych

Niech dane będzie odwzorowanie p opisujące {\displaystyle (n-1)}-wymiarową powierzchnię zanurzoną w {\displaystyle n}-wymiarowej przestrzeni w czasie {\displaystyle t{:}}
{\displaystyle \mathbb {R} ^{n-1}\times \mathbb {R} \supset U\ni (\mathbf {u} ,t)\mapsto \mathbf {p} (\mathbf {u} ,t)\in \mathbb {R} ^{n}}
Obwiednią E powierzchni p względem parametru {\displaystyle t} jest zbiór punktów spełniających warunek:
{\displaystyle {\frac {\partial \mathbf {p} }{\partial t}}(\mathbf {u} ,t)\in T_{\mathbf {p} (\mathbf {u} ,t)}}
gdzie {\displaystyle T_{\mathbf {p} (\mathbf {u} ,t)}} jest liniową podprzestrzenią styczną do powierzchni {\displaystyle \mathbf {p} } w punkcie {\displaystyle \mathbf {p} (\mathbf {u} ,t=\mathrm {const} ).} Przestrzeń styczna jest rozpięta na wektorach {\displaystyle {\frac {\partial \mathbf {p} }{\partial u^{i}}}} (dla {\displaystyle i=0,\dots ,n-1}). Opisany warunek można zapisać:
{\displaystyle \det \left[{\begin{array}{c}{\frac {\partial p^{0}}{\partial t}}&{\frac {\partial p^{0}}{\partial u^{0}}}&\cdots &{\frac {\partial p^{0}}{\partial u^{n-1}}}\\{\frac {\partial p^{1}}{\partial t}}&{\frac {\partial p^{1}}{\partial u^{0}}}&\cdots &{\frac {\partial p^{1}}{\partial u^{n-1}}}\\\vdots &\vdots &\ddots &\vdots \\{\frac {\partial p^{n}}{\partial t}}&{\frac {\partial p^{n}}{\partial u^{0}}}&\cdots &{\frac {\partial p^{n}}{\partial u^{n-1}}}\end{array}}\right]=0}

### Powierzchnia trójwymiarowa
Dla przypadku trójwymiarowego (n=3) równanie obwiedni powierzchni {\displaystyle \mathbf {p} (u,v,t)\in \mathbb {R} ^{3}} ma postać:
{\displaystyle \det \left[{\begin{array}{c}{\frac {\partial \mathbf {p} }{\partial t}}(u,v,t)&{\frac {\partial \mathbf {p} }{\partial u}}(u,v,t)&{\frac {\partial \mathbf {p} }{\partial v}}(u,v,t)\end{array}}\right]=0}
Powyższe równanie może być zapisane z użyciem iloczynu skalarnego wektora {\displaystyle {\tfrac {\partial \mathbf {p} }{\partial t}}} oraz wektora normalnego {\displaystyle n} do powierzchni p w punkcie {\displaystyle (u,v){:}}
{\displaystyle \left\langle {\tfrac {\partial \mathbf {p} }{\partial t}},\mathbf {n} (u,v)\right\rangle =0}
gdzie {\displaystyle n(u,v)} jest iloczynem wektorowym pochodnych cząstkowych odwzorowania p:
{\displaystyle \mathbf {n} (u,v)={\frac {\partial \mathbf {p} }{\partial u}}\times {\frac {\partial \mathbf {p} }{\partial v}}}

### Przykład

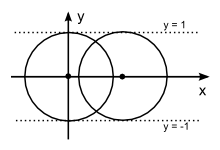
Obwiednią poruszającego się wzdłuż osi OX jednostkowego okręgu w dwuwymiarowej przestrzeni OXY są dwie proste oraz

Jednostkowy okrąg poruszający się ruchem prostoliniowym wzdłuż osi OX w przestrzeni dwuwymiarowej OXY jest sparametryzowany kątem {\displaystyle \alpha {:}}
{\displaystyle \mathbf {p} (\alpha ,t)=(\cos \alpha +t,\sin \alpha )}
pochodne cząstkowe względem {\displaystyle \alpha } i {\displaystyle t} wynoszą:
{\displaystyle {\frac {\partial \mathbf {p} }{\partial \alpha }}=(-\sin \alpha ,\cos \alpha )}
{\displaystyle {\frac {\partial \mathbf {p} }{\partial t}}=(1,0)}
Równanie obwiedni ma zatem postać:
{\displaystyle \det \left[{\begin{array}{c}-\sin \alpha &1\\\cos \alpha &0\end{array}}\right]=0\Leftrightarrow \cos \alpha =0\Leftrightarrow \alpha ={\frac {\pi }{2}}+n\pi }
zaś samą obwiednię stanowią dwie proste {\displaystyle y=1} oraz {\displaystyle y=-1} na płaszczyźnie OXY.

## Obwiednia powierzchni implicite

### Definicja
Niech dana będzie powierzchnia w przestrzeni {\displaystyle n}-wymiarowej opisana równaniem:
{\displaystyle F(\mathbf {p} ,t)=0}
gdzie {\displaystyle \mathbf {p} \in \mathbb {R} ^{n},} {\displaystyle t\in \mathbb {R} } oraz {\displaystyle F:\mathbb {R} ^{n}\times \mathbb {R} \mapsto \mathbb {R} .} Obwiednią E powierzchni opisanej przy pomocy {\displaystyle F} są punkty {\displaystyle (\mathbf {p} ,t),} dla których spełnione są:
{\displaystyle {\frac {\partial F}{\partial t}}(\mathbf {p} ,t)=0\wedge F(\mathbf {p} ,t)=0}

### Przykład
Jednostkowy okrąg poruszający się ruchem prostoliniowym wzdłuż osi OX w przestrzeni dwuwymiarowej OXY opisany jest za pomocą:
{\displaystyle F(x,y,t)=(x-t)^{2}+y^{2}-1=0}
Pochodna cząstkowa {\displaystyle F} względem {\displaystyle t} wynosi:
{\displaystyle {\frac {\partial F}{\partial t}}=-2(x-t)}
Równanie obwiedni ma zatem postać:
{\displaystyle \left\{{\begin{array}{l}F(x,y,t)=(x-t)^{2}+y^{2}-1=0\\{\frac {\partial F}{\partial t}}(x,y,t)=-2(x-t)=0\end{array}}\right.}
z czego wynika, iż samą obwiednię stanowią dwie proste {\displaystyle (x=t,y=\pm 1).}